# Time Warp
Time Warp is een Amerikaans populairwetenschappelijk televisieprogramma, dat uitgezonden wordt op Discovery Channel. Jeff Lieberman en Matt Kearney presenteren het programma; Matt Kearney is tegelijkertijd ook cameraman. Ze bekijken normale dingen in slow motion, waardoor alles er magisch uit gaat zien.
In seizoen 1 werd er vooral gefilmd in Boston, en soms in Los Angeles.

## Onderwerpen
Bij Time Warp worden allerlei dingen in slow motion gefilmd. Dit kan bijvoorbeeld een waterdruppel zijn, maar ook een hond die een frisbee vangt.